# Reykjanesfólkvangur

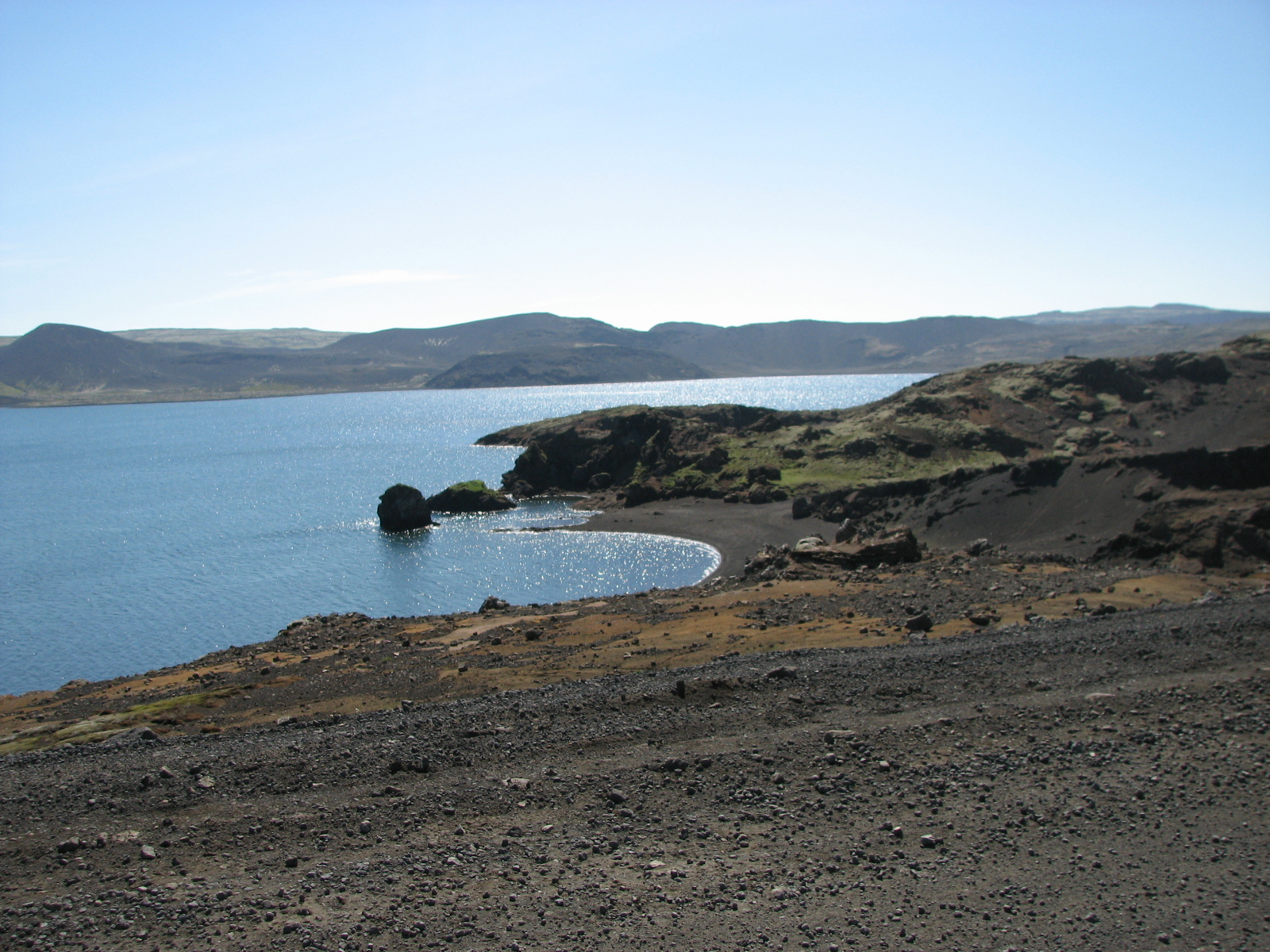
Jezioro Kleifarvatn w centralnej części rezerwatu

Reykjanesfólkvangur – rezerwat przyrody znajdujący się na półwyspie Reykjanes, w południowo-wschodniej Islandii. Ma powierzchnię około 300 km².
Rezerwat znajduje się zaledwie 40 km od Reykjavíku. Na jego obszarze znajduje się jezioro Kleifarvatn. W pobliżu jeziora znajdują się dwa obszary o wysokiej temperaturze: jeden koło Seltún, a drugi na wschodzie jeziora. Na południowym zachodzie rezerwatu można zobaczyć Krýsuvíkurberg, klify, które są ostoją dla ptaków.
Rezerwat został utworzony w 1975 roku w celu ochrony skomplikowanych formacji lawy stworzonych na granicy tektonicznej płyt w strefie uskoku Grzbietu Śródatlantyckiego.
Cały teren jest poprzecinany dziesiątkami szlaków turystycznych, które najczęściej pokrywają się ze starymi ścieżkami między opuszczonymi gospodarstwami.